# Andrew Lewer

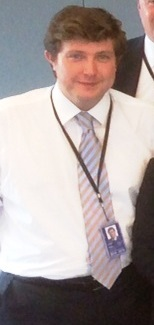
Andrew Lewer, MEP

Andrew Lewer (* 18. Juli 1971 in Burnley) ist ein britischer Politiker der Conservative Party.

## Leben
Von Juni 2014 bis 2017 war Lewer Abgeordneter im Europäischen Parlament. Dort war er Mitglied im Ausschuss für regionale Entwicklung, im Ausschuss für Kultur und Bildung und in der Delegation in der Paritätischen Parlamentarischen Versammlung AKP-EU.